# بکیر فرخوتدینوف
بکیر فرخوتدینوف (روسی: Бакир Фаррахович Фархутдинов؛ ۱۵ مه ۱۹۲۵ – ۲۰۰۸) وزنه‌بردار اهل روسیه بود.
وی در مسابقات کشوری و بین‌المللی در مجموع برندهٔ ۲ مدال طلا شده‌است.